# Pokerstrategie
Die Pokerstrategie ist ein elementarer Bestandteil des Pokerspiels, das kein reines Glücksspiel ist. Dieser Artikel erläutert allgemeine, grundlegende Strategien, die weitgehend unabhängig von der gewählten Pokervariante gültig sind.

## Grundlagen
Allgemein ist das Ziel eines Pokerspielers, den Erwartungswert seiner Aktion zu maximieren, also in jeder Situation diejenige der Optionen zu wählen, bei der er auf lange Sicht bzw. im Durchschnitt am meisten Gewinn macht.
Wann dies der Fall ist, beschreibt das grundlegende Theorem des Pokerspiels von David Sklansky, das er in seinem Buch The Theory of Poker aufstellt: Ein Spieler macht auf lange Sicht dann Profit, wenn er genauso spielt, wie er spielen würde, wenn er die Karten seiner Gegner kennen würde. Umgekehrt verliert ein Spieler dann, wenn seine Spielweise von derjenigen abweicht, die er wählen würde, wenn ihm die Karten der Gegner bekannt wären.
Damit liegt es im Interesse eines jeden Spielers herauszufinden, was für Karten seine Gegner halten könnten, um seine Aktionen danach auszurichten. Umgekehrt ist es oft profitabel, die Gegner mit Täuschungsmanövern wie dem Bluff oder dem Slowplay zu Aktionen zu verleiten, die sie bei Kenntnis der gegnerischen Karten nicht tätigen würden.

### Das Konzept der Hand-Range
Da ein Pokerspieler nur sehr selten genug Informationen hat, um die wahrscheinliche Hand des Gegners auf eine einzige Kartenkombination zu reduzieren, ist das Konzept der Hand-Range, der Verteilung möglicher Kartenkombinationen, die ein Spieler in einer gegebenen Situation hält, von zentraler Bedeutung. Während die Range des Gegners am Anfang einer Pokerhand alle möglichen Kartenkombinationen enthält, lässt sie sich aufgrund der Spielweise des Gegners im Verlauf einer Pokerhand weiter eingrenzen. Aufgabe eines Spielers ist es daher, die Erfolgschancen der eigenen Karten gegen die Range der möglichen Gegnerhände abzuschätzen, um seine Aktionen danach ausrichten zu können. Berücksichtigt werden müssen dabei die „Pot Odds“.

### Pot Odds
Die „Pot Odds“ beschreiben den Vergleich der Größe des Pots mit den Wahrscheinlichkeiten (Odds), eine gemachte Hand (made hand) zu bekommen. Die Anwendung der „Pot Odds“ entscheidet in vielen Momenten des Spiels darüber, ob ein Spieler mitgehen oder passen sollte, insbesondere bei Draws, bei denen die aktuelle Hand wertlos ist, aber durch eine passende zusätzliche Karte zu einer starken Hand werden kann. Ist bei einem reinen Draw das Verhältnis des Einsatzes zur Größe des Pots kleiner als die Odds, nach der nächsten Karte eine gute Hand zu halten, kann gecallt werden, umgekehrt sollte man folden. Um auf lange Sicht Gewinn zu machen, ist es wichtig die „Pot Odds“ zu beachten.
In manchen Situation ergibt es Sinn, trotz fehlender Pot Odds mitzugehen, weil man damit rechnen kann, für den Fall, dass man seine Karte trifft, im weiteren Verlauf der Pokerhand zusätzliche Einsätze zu gewinnen. Dies nennt man Implizierte Odds (implied odds). Umgekehrt bedeuten Reverse Implied Odds, dass man im eigentlich günstigen Fall, dass man seine gewünschte Hand trifft, trotzdem größere Einsätze im weiteren Verlauf verlieren kann, wenn ein Gegner eine noch stärkere gemachte Hand hält.

### Position
Als Position bezeichnet man die Stelle, an der ein Spieler sitzt (relativ zum Dealer gesehen). Es bedeutet einen deutlichen Vorteil, eine späte Position innezuhaben, da man so Informationen über die Spieler erhält, die vor einem an der Reihe sind. Ein Spieler in einer frühen Position braucht demnach im Mittel bessere Hände als ein Spieler in späterer Position, da der frühe Spieler das Informationsdefizit hat, dass er nicht weiß, wie seine Gegenspieler die Hand spielen werden.
Besonders wichtig ist die Position in späten Setzrunden, in denen es um höhere Beträge geht. Daher empfiehlt es sich, in den Blinds, die nur in der ersten Setzrunde den Vorteil der letzten Position haben, trotz anfänglich günstiger Pot Odds tight zu spielen.

### Täuschung
Mit einer Täuschung versucht ein Spieler seinen Gegner dazu zu bringen, anders zu spielen, als wenn er die Karten des Täuschenden kennen würde. Es ist nach dem grundlegenden Theorem notwendig, Elemente der Täuschung in das eigene Spiel zu integrieren. Es gibt zwei Möglichkeiten, täuschend zu spielen:
Wenn ein Spieler mit einer schwachen Hand versucht, seinen Gegner aus dem Pot zu vertreiben, spricht man von einem Bluff.
Von Slowplay spricht man, wenn ein Spieler ein starkes Blatt gar nicht oder nicht voll anspielt, also eher callt und checkt, anstatt zu raisen oder setzen, um dem Gegner den Eindruck zu vermitteln, mit einem mittelstarken Blatt gewinnen zu können, und ihn so auf späteren Setzrunden zu Fehlern zu verleiten. Damit ist Slowplay das genaue Spiegelbild eines Bluffs.

### Gründe zu erhöhen oder zu setzen
Es gibt verschiedene vernünftige Beweggründe, um zu raisen (erhöhen).
- Um den Pot zu vergrößern, wenn man der Meinung ist, dass man die beste Hand hält (raise for value)
- Um die Spieler mit der noch schwächeren Hand zu vertreiben (vor allem bei Draws)
- Um Spieler mit einer stärkeren Hand zum Aufgeben zu bewegen.
- Um zu bluffen oder zu semi-bluffen
- Um in einer späteren Setzrunde eine freie Karte zu erhalten (wenn ein Spieler erhöht, repräsentiert er eine gute Hand. Ein Raise kann nun dazu führen, dass ein gegnerischer Spieler vorsichtiger spielt und called, anstatt zu setzen. Wenn der Spieler nun einen Draw hat, verschafft ihm ein Raise eine freie Karte auf Turn oder River, besonders in später Position)
- Um Informationen zu erhalten (Wenn ein Spieler erhöht, ist sein Gegner gezwungen zu bezahlen oder auszusteigen. Diese Aktion verschafft ihm zusätzliche Informationen)

### Gründe mitzugehen
Auch für einen Call gibt es verschiedene Motive.
- Um möglichst billig eine weitere Karte zu sehen (vor allem bei Draws)
- Wenn ein Raise statt eines Calls zur Folge hätte, dass der Gegner alle schwächeren Hände seiner Range weglegen und nur die überlegenen Hände spielen würde.
- Um einen Re-raise zu verhindern (besonders bei aggressiven Spielern)
- Um seinen Gegner durch Vorspiegelung relativer Schwäche zu täuschen (Slowplay)
- Um einen späteren Bluff vorzubereiten (floating)

## Spielverhalten
Pokerspielern lassen sich aufgrund ihres allgemeinen Spielverhaltens über mehrere Pokerhände verschiedene Attribute zuordnen:
Loose Spieler spielen mehr Hände als tighte Spieler. Dadurch baut man sich bei den anderen Spielern ein Image auf, das in späteren Situationen spielentscheidend sein kann. Aggressive Spieler raisen und setzen, während passive Spieler eher callen und checken. Ein aggressives Spiel wird als effektiver angesehen, da ein passiver Spieler leichter zu durchschauen ist.
Als Image bezeichnet man den Eindruck, den ein Spieler bei seinem Gegner hinterlässt. Ein Spieler kann ein gewisses Image aufbauen und ausnutzen, indem er seine Spielweise ändert, während seine Gegner nichts davon mitbekommen. So ist es für einen als tight angesehenen Spieler einfacher zu bluffen.
Mit fortschreitender Spielstärke, sowohl der eigenen, als auch der Gegner, gewinnt das Aufbauen und Ausnutzen des Images zunehmend an Bedeutung. Das gezielte Aufbauen eines Images ist Bestandteil der Deception (englisch für Täuschung), der Maskierung der eigenen Spielweise, um seine Gegner zu fehlerhaften Spielzügen zu verleiten.

## Bankroll-Management
Zur Pokerstrategie gehört auch, das Risiko zu minimieren, die eigene zum Pokerspielen zur Verfügung stehende Geldmenge (die Bankroll) zu verlieren (siehe auch: Ruin des Spielers). Bei varianzbehafteten Spielen mit negativem (z. B. Roulette) oder neutralem (z. B. fairer Münzwurf) Erwartungswert ist der Risk of Ruin bei wiederholtem Spielen grundsätzlich 100 %, allein die durchschnittliche Dauer bis zum Ruin hängt von der Start-Bankroll und dem Einsatz pro Spiel ab.
Viele Aspekte der Portfoliotheorie lassen sich auf die Poker-Bankroll übertragen (zum Beispiel der Sharpe-Quotient), andersherum lassen sich aus der Spieltheorie stammende Konzepte wie die Kelly-Formel auf Finanzmärkte übertragen.
Aufgrund der Varianz des Spiels und der endlichen Probengrößen kennt kein Pokerspieler seinen echten Erwartungswert, d. h. seine Gewinnrate. Aber selbst bei einem Spieler mit positiver Gewinnrate kann der Risk of ruin aufgrund der dem Spiel inhärenten Varianz nahe bei 100 % sein.
Dieses Risiko lässt sich nur durch eine kleinere Wahl der Einsätze verringern. Als allgemeine Richtlinie gilt im No-Limit Cash Game, jederzeit mindestens 20–30 volle Buyins (also 30 × 100 Big Blinds) für das Limit zu haben, das man spielt. Wenn dies nicht mehr der Fall sein sollte, verlangt korrektes Bankrollmanagement, um kleinere Einsätze zu spielen. Je weniger Gegner mit am Tisch sitzen, desto mehr Buyins benötigt man, da dadurch die Varianz steigt. Für Turniere wird als Richtwert oft 200 Buyins (Startgeld) angegeben (alle Angaben für No Limit Texas Hold’em).